# Goluboj sjjenok
Goluboj sjjenok (russisk: Голубой щенок) er en sovjetisk animationsfilm fra 1976 af Jefim Gamburg.

## Medvirkende
- Mikhail Bojarskij
- Alisa Freindlich
- Aleksandr Gradskij
- Andrej Mironov